# ملکه این‌وون
ملکه کیم این‌وون (کره‌ای: 인원왕후 김씨؛ ۳ نوامبر ۱۶۸۷ – ۱۳ مه ۱۷۵۷) از قبیله گیونگ‌جو کیم، پنجمین ملکه همسر پادشاه سوک‌جونگ، نوزدهمین پادشاه چوسان بود. وی از سال ۱۷۱۶ تا زمان فوت همسرش در سال ۱۷۲۰، ملکه چوسان بود. سپس او به عنوان ملکه مادر هه‌سون (کره‌ای: 혜순왕대비) در دوران سلطنت پسر ناتنی‌اش پادشاه گیونگ‌جونگ مفتخر شد و بعداً در دوران سلطنت پسر خوانده‌اش پادشاه یونگ‌جو به عنوان ملکه مادر بزرگ هه‌سون (کره‌ای: 혜순대왕대비) مفتخر شد.

## زندگی‌نامه

### زندگی اولیه
ملکه آینده در ۳ نوامبر ۱۶۸۷ در سیزدهمین سال سلطنت پادشاه سوک‌جونگ به دنیا آمد، او دومین دختر کیم جو-شین و همسرش بانو جو (از قبیله ایم‌چون جو) بود. او یک خواهر بزرگتر، یک خواهر کوچکتر و دو برادر کوچکتر داشت. نسب بانو کیم از طریق مادربزرگش، به فاصله نه نسل به پادشاه جونگ‌جونگ و همسر سلطنتی یی سوک-اوی، از قبیله پیونگ‌چانگ یی (از طریق پسرشان یی جونگ‌سانگ، شاهزاده جی‌نام) می‌رسید.

### ازدواج و زندگی در قصر
بانو کیم ۱۵ ساله در ۳ اکتبر ۱۷۰۲ با پادشاه سوک‌جونگ ۴۲ ساله ازدواج کرد. پس از مرگ ملکه این‌هیون (همسر دوم پادشاه سوک‌جونگ) در سپتامبر و اعدام جانگ هی-بین (صیغه سلطنتی پادشاه سوک‌جونگ) در نوامبر ۱۷۰۱، از نظر رسمی، او چهارمین ملکه همسر  پادشاه سوک‌جونگ بود، اما نام او در تاریخ کره به عنوان سومین ملکه پادشاه سوک‌جونگ ثبت شده. جانگ هی-بین سومین ملکه دربار بود، اما پس از بازگشت ملکه این‌هیون برکنار شد.

هیچ سابقه ای از بچه دار شدن ملکه جوان و پادشاه در میان آنها وجود ندارد. اما در سال ۱۷۰۳، او پسر همسر نجیب‌زاده سلطنتی چوی سوک-بین، یی گئوم (شاهزاده یونینگ) را به فرزندی پذیرفت و او را مانند پسر خود می دانست. 

در سالهای اولیه ازدواج ملکه جوان ثبت شده که او از بیماری های سرخک، دندان درد، کورک و آبله رنج می‌برد. در سال ۱۷۱۱، او به آبله مبتلا شد و چوی سوک-بین را وادار کرد تا به خدمتکاران دستور دهد که از قصر بیرون بروند و در میان مردم عادی به دنبال چاره بگردند. و در نهایت بیماری ملکه بهبود یافت.

### زندگی به‌عنوان ملکه مادر
پس از مرگ پادشاه سوک‌جونگ در سال ۱۷۲۰، او به عنوان ملکه دواگر هه‌سون مفتخر شد. اگرچه خانواده‌ ملکه از جناح سورون (جنوب) بودند، اما پس از مرگ سوک‌جونگ، به دلیل آشفتگی های سیاسی پسرخوانده‌اش در کاخ، جناح خود را به نورون (غرب) تغییر داد.

پادشاه گیونگ‌جونگ عقیم بود و قادر نبود وارثی بیاورد و یا کاری برای این موضوع انجام دهد. در طول سلطنت او، دو جناح نورون و سورون برای تصاحب قدرت درگیر بودند. جناح سورون جناح سیاسی پادشاه گیونگ‌جونگ بود و از او حمایت می کرد و جناح نورون از برادرناتنی او شاهزاده یونینگ حمایت می کرد. جناح نورون و ملکه دواگر هه‌سون، پادشاه گیونگ‌جونگ را تحت فشار قرار دادند تا شاهزاده یونینگ را به عنوان وارث خود منصوب کند. طبق یک نظریه، ملکه سون‌یی (ملکه همسر دوم پادشاه گیونگ‌جونگ) با جانشینی شاهزاده یونینگ مخالفت کرد و به طور مخفیانه قصد داشت شاهزاده میل‌پیونگ، نوه ولیعهد سوهیون، اولین پسر پادشاه این‌جو را به فرزندی قبول کند. اما دو ماه پس از به تخت نشستن پادشاه، شاهزاده یونینگ به عنوان جانشین و ولیعهد او منصوب شد. 

ملکه این‌وون پس از مرگ پسر ناتنی‌اش، پادشاه گیونگ‌جونگ، و به قدرت رسیدن پسر خوانده‌اش پادشاه یونگ‌جو، در سال ۱۷۲۴، به عنوان ملکه دواگر بزرگ هه‌سون مفتخر شد. 

گفته می‌شود که ملکه دواگر هه‌سون در مدت اقامت خود در قصر سلطنتی ۳ کتاب نوشت: شیونگ‌یون یوسا، شیون‌بی یوسا و نیوک آیوک‌جانگ.

### زندگی در طول سلطنت پادشاه یونگ‌جو
در ۳ آوریل ۱۷۵۷، عروس خوانده ملکه این‌وون، ملکه جونگ‌سونگ (ملکه همسر اول پادشاه یونگ‌جو) در سن ۶۴ سالگی در کاخ چانگ دیوک گونگ درگذشت. یک ماه بعد، ملکه دواگر در ۱۳ مه ۱۷۵۷ در سی و سومین سال سلطنت پادشاه یونگ‌جو در کاخ چانگ دیوک در سن ۶۹ سالگی درگذشت. او در میونگ‌رونگ، در شهر گویانگ، استان گیونگ‌گی، در نزدیکی مقبره‌های پادشاه سوک‌جونگ و همسر دومش ملکه این‌هیون، به خاک سپرده شد. پس از مرگ از او به عنوان ملکه این‌وون (仁元王后) تجلیل شد. 

پسر پادشاه یونگ‌جو، ولیعهد سادو (فرزند همسر نجیب‌زاده سلطنتی یی یونگ-بین) از مرگ ملکه بسیار اندوهگین شده بود و همین باعث بدتر شدن بیماری روانی او شده بود. این به این دلیل بود که ولیعهد با مادربزرگ قانونی خود ملکه این‌وون و مادر قانونی خود ملکه جونگ‌سونگ رابطه بسیار نزدیکی داشت. در نهایت اقدامات روانی ولیعهد سادو باعث شد که در سال ۱۷۶۲ (پنج سال پس از مرگ ملکه این‌وون) به دستور پدرش در مخزن برنج بمیرد.

## نام پس از مرگ
- ملکه این‌وون، هه‌سون جاگیونگ هون‌ریول گوانگ‌سون هیون‌ایک کانگ‌سونگ جونگ‌دوک سوچانگ یونگ‌بوک یونگ‌هوا هی‌جونگ جونگ‌وون جونگ‌یی جانگ‌موک این‌وون وانگ‌هو
- کره‌ای: 혜순자경헌렬광선현익강성정덕수창영복융화휘정정운정의장목인원왕후
- هانجا: 惠順慈敬獻烈光宣顯翼康聖貞德壽昌永福隆化徽精正運定懿章穆仁元王后.

## در فرهنگ عامه
- بازی شده توسط کانگ بو جا در مجموعه تلویزیونی سال ۱۹۸۸ ام‌بی‌سی، ۵۰۰ سال سلسله چوسان: هانجونگ‌نوک (اپیزود نهم)
- بازی شده توسط کیم یونگ ریم در مجموعه تلویزیونی سال ۱۹۹۸ ام‌بی‌سی، جاده پادشاه بزرگ
- بازی شده توسط اوه یون سو در مجموعه تلویزیونی سال ۲۰۱۰ ام‌بی‌سی، افسانه دونگ‌یی[۲]
- بازی شده توسط کیم هه سوک در فیلم ۲۰۱۵، تخت پادشاهی
- بازی شده توسط نام گی ئه در مجموعه تلویزیونی سال ۲۰۱۹ اس‌بی‌اس، هه‌چی